# Fédération des patineurs de Belgique
Pour les articles homonymes, voir FPB.
La Fédération des patineurs de Belgique (FPB) est le premier club de hockey sur glace de Belgique. Le club a arrêté ses activités autour des années 1910.

## Historique
Le club est créé le 17 décembre 1903 par Victor Boin, futur athlète olympique. Le club est alors basé à Bruxelles et Boin en devient son premier président alors qu'il n'est âgé que de 17 ans.
Édouard « Roby » Malaret sera un des joueurs de la FPB et plus tard, il rejoint le Club des patineurs de Paris. Il va aider à organiser une série de deux matchs à Bruxelles entre les deux clubs, pour ce qui est souvent considéré - à tort - comme le premier match de hockey international. La rencontre est appelée « Belgique - France » et voit la victoire des Belges lors des deux matchs 3-0 et 4-2. Ernest Renard, capitaine de la FPB, va inscrire les trois buts du premier match alors que Malaret va inscrire les deux buts français,.
Quelques jours après ces rencontres, un nouveau club belge est créé : le Cercle des patineurs de Bruxelles et encore une fois, Boin est à l'initiative de cette création de club. Deux des attaquants de la FPB, Gomrée et Daniels, vont alors quitter le club pour rejoindre le CPB, renforçant la compétition dans la ville de Bruxelles. En 1906, la FPB va continuer à jouer des matchs internationaux toujours contre le CPP mais cette fois le club parisien va s'imposer facilement 20-1 puis 11-3 lors de deux matchs. Paul Loicq, futur président de la Fédération internationale de hockey sur glace, est alors un des remplaçant de la FPB et il en deviendra par la suite un de présidents de la FPB.
En 1908, l'équipe joue contre le club anglais de Londres, le Prince's Club et les londoniens l'emportent 7-2 puis l'année suivante, le club participe à la Coupe de Chamonix. Cinq clubs de cinq nations différentes participent à ce tournoi : le CP Paris, le Prince's Club de Londres, le Club des patineurs de Lausanne, une sélection de joueurs de Prague et enfin la FPB. Cette dernière finit à la quatrième place de la compétition en gagnant un seul match contre les étudiants Praguois. Au retour du tournoi, un nouveau club de la région.
Dans ses dernières années, la FPB est présidée par De Clercq qui va participer à la création de la Ligue Internationale de hockey sur glace, ancêtre de la Fédération internationale de hockey sur glace.